# Helicteres pintonis
Helicteres pintonis är en malvaväxtart som beskrevs av Cristóbal. Helicteres pintonis ingår i släktet Helicteres och familjen malvaväxter. Inga underarter finns listade i Catalogue of Life.